# Давид Ростиславич
Давид Ростиславич (нар. 1140 — пом. 23 квітня 1197) — князь Новгородський (1154–1155), Торжський (1158–1160), Вітебський (1165–1167), Вишгородський (1167–1180), Смоленський (1180–1197), син Великого князя Київського Ростислава Мстиславича.

## Життєпис
Давид Ростиславич народився в Смоленську приблизно у 1140 році, його батьком був смоленський князь Ростислав Мстиславич.

### Ранні роки
У 1154 році Ростислав Мстиславич, будучи на той час Великим князем Київським, віддав Давиду стіл у Новгороді. Та на початку наступного року новгородці прогнали його і попросили Юрія Довгорукого дати їм князя, він відгукнувся і посадив на княжіння свого сина Мстислава. В 1157 році новгородці випроваджують вже Мстислава і Давид вертається на Новгородську землю, вже з братом Святославом Ростиславичем, який і стає новим новгородським князем. Сам же Давид у 1158 році отримує від свого батька у володіння Торжок. Але в 1160 за проханням новгородців: «Не можем дву князю держати, а пошли выведи брата Давыда с нового Торгу», — Святослав відправляє його в Смоленськ до брата Романа.
В 1165 році Давид Ростиславич посів на княжіння у Вітебську. В 1187 році до нього втік полоцький князь Всеслав Василькович, чиє військо було розбите Володарем Глібовичем. Отримавши завдяки перемозі Полоцьк, Володар пішов з військом на Вітебськ і став на Двіні. Однак побоюючись підмоги, яку для Давида відправив Роман Ростиславич — тікає вночі, і Всеслав повертає собі втрачене князівство.

### Князь Вишгородський
В 1167 році Великим князем Київським стає Мстислав Ізяславич і від нього Давид отримує у володіння Вишгород. Року 1168 разом з іншими князями він брав участь у поході на половців під час якого повірив наклепам, що Мстислав планує отруїти його та його брата Рюрика, і наступного року приєднується до коаліції князів на чолі з Андрієм Боголюбським, яка рушає війною на Мстислава, та бере участь у розоренні Києва. Після перемоги Андрій залишив княжити в Києві свого брата Гліба Юрійовича. Давид підтримував його у протистоянні намаганням Мстислава повернути собі престол. Року 1170 він витримує облогу Вишгорода військами колишнього князя, після якої разом з братами спалює місто Михайлів, останнє сховище небожа Мстислава — Василька Ярополчича.
В 1171 році за невідомих обставин гине успадкувавший Київ — князь Гліб Юрійович. Давид Ростиславич разом зі своїм братом Мстиславом Ростиславичем допомагають наступному Київському князю посісти на престол, їм ненадовго стає Володимир Мстиславич — умерлий того ж року. Наприкінці 1172 року Андрій Боголюбський звинувачує Ростиславичів в отруєнні свого брата Гліба і наступного року наказує їм залишити межі Русі: «А ты поиди в Берладь, а в Руськой земли не велю те быти». У відповідь 24 березня 1173 року Ростиславичи захопили Київ, полонивши нещодавно посадженого на престол Всеволода Юрійовича. Тоді Андрієм Боголюбським було зібране нове ополчення князів, яке на чолі з його сином Юрієм Андрійовичем знов рушило на Київ. Давид вирушив за допомогою в Галич до Ярослава Осмомисла залишивши у Вишгороді брата Мстислава. Допомоги він не отримав, але Мстислав зміг втримати місто і Давид повернувся назад у Вишгород.
Року 1177 половці вторглися в Русь, і Давид разом з братом Рюриком були відправлені на захист земель, але він не встиг на збори військ: «Давыд же бяше не притягл и бывше распре межи братьею». Хоча бій зрештою і відбувся, але час було втрачено і половці розбили руські війська. За це Святослав Всеволодович Чернігівський вимагав від Великого князя Романа Ростиславича позбавити Давида уділа, але Роман відмовився це зробити. Тоді Святослав скористувавшись поразками Ростиславичів зміг отримати Київський престол, але Вишгород залишився за Давидом. З часом Святослав вирішив оволодіти зі своїми братами Ольговичами всією Київською землею і в 1180 році намагався захопити Давида. Спроба була невдалою — Давид з дружиною залишили місто на човні і втекли до Білгорода.

### Князь Смоленський
У 1180 році після смерті свого брата Романа, Давид посів на княжіння в Смоленську. В 1181 році біля Друцька він виступив проти Ольговичів — Ігоря Святославича і Ярослава Всеволодовича, але після підійшовших їм на допомогу військ Святослава — відступив у Смоленськ. Року 1185 Святослав надіслав до Смоленська посла, через якого просив допомоги у війні проти Кончака. Давид вирушив з військом на допомогу і став біля Треполя зі смольнянами. Коли війська його брата Рюрика і Святослава рушили проти половців — смольняни провели віче і відмовилися йти далі: «Мы пошли до Киева, даже бы была рать, билися быхом. Нам ли иное рати искати — то не можем, уже ся есмы изнемогле». Тоді Давид повернувся з військом у Смоленськ, а війська Рюрика і Святослава дожидаючись його не встигли на допомогу переяславському князю Володимиру Глібовичу.
Року 1186 в Смоленську розпочалися заворушення невдоволених Давидом громадян, які зрештою переросли у криваве повстання. Повстання було придушене, в першому Новгородському літописі про це написано: «много голов паде луцьших муж». Існують припущення, що «луцьших муж» — це заможні міщани, котрі очолювали віче. Імовірно повстання було спричинено протистоянням Давида з Ольговичами та його війнами з половцями в які було втягнуто Смоленськ; смольняни неприховуючи казали, що їм погано живеться з Давидом.
Після свого правління у Вишгороді Давид намагався підняти релігійне значення свого нового князівства. Одним з кроків було перевезення з Вишгорода старих домовин святих Бориса і Гліба, які він помістив в Смядинському монастирі. Деякі історики XIX століття вважали, що Давид перевіз і мощі святих, але підтверджень цьому немає.
Давид Ростиславич помер 23 квітня 1197 року в Смоленську, постригшись перед смертю у монахи в смоленському Смядинському монастирі. Так само вчинила і його княгиня. Літописець додав у текст довгі передсмертні молитви Давида і його опис: середній зріст, гарна зовнішність, доброзвичайний, побожний, шанував духівництво, кожен день ходив у церкву архістратига Михаїла, яку він збудував під час княжіння, дружину свою любив більше за золото та срібло, а злих карав, «якоже и подобает царем творити». Був похований смоленським єпископом Симеоном в церкві Бориса і Гліба, збудованої його батьком у Смядині.

## Родина
Давид Ростиславич мав чотирьох синів: 
- Ізяслава, князь Вишгородський
- Костянтина (?—1218) — князь Пороський (1197—1218),
- Мстислава-старшого (в хрещенні — Борис, князь Вишгородський, помер в травні 1187, був похований в монастирській церкві св. Федора[6]),
- Мстислава Молодшого (в хрещенні — Федір),

а також двох дочок: перша стала дружиною Рязанського князя Гліба Володимировича, друга — Вітебського князя Василька Брячиславича.